# Jean Charles de Saint-Nectaire
Pour les autres membres de la famille, voir Maison de Saint-Nectaire.
Pour les articles homonymes, voir Saint-Nectaire (homonymie) et Senneterre.
Jean Charles Saint-Nectaire, marquis de Saint Victour né le 11 novembre 1685 et mort le 23 janvier 1771), marquis de Brinon (1738) et de Pisani, baron de Didonne et de Saint-Germain-sur-Vienne dans la Marche, seigneur de Brillac et autres terres en Auvergne, comte de Saint-Victour, était un militaire français du XVIIIe siècle, maréchal de France en 1757.

## Biographie

### Carrière militaire
Fils de François de Saint-Nectaire ( † 1710), comte de Brinon (dit le « comte de Senneterre ») et de Marie de Béchillon, Jean Charles nait le 11 novembre 1685.
Il est successivement lieutenant (1703), capitaine, puis colonel (1705) du régiment de Senneterre-Dragons, et sert en Italie en 1703 et 1704. Ayant obtenu un régiment d'infanterie de son nom, il sert  alternativement aux armées de Flandre et du Rhin de 1705 à 1713, sous les ordres de Vendôme ou Villars. Blessé par des éclats de grenade à la défense de Saint-Venant (1710), il est fait prisonnier l'année suivante avec la garnison de Bouchain et restera deux ans en captivité.
Brigadier des armées du roi en 1719, et colonel du régiment d'infanterie de La Marche en 1731, il est nommé maréchal de camp en 1734, et envoyé en ambassade auprès du roi de Sardaigne.
Élevé au grade de lieutenant général des armées du roi, il fait en Italie les campagnes de 1734 (bataille de Guastalla, 19 septembre) et 1735, sous le maréchal de Coigny. Pendant la paix, il reste ambassadeur à la cour de Turin jusqu'en 1743, où il est appelé à servir sur le même théâtre dans la guerre de Succession d'Autriche, et commande la division du centre à l'attaque des retranchements de Villefranche en Val d'Aoste en 1744. Il dirige l'année suivante les opérations du siège de Casale Monferrato et prend part, en 1746, à la difficile retraite du maréchal de Maillebois, devant les forces supérieures des Autrichiens et du roi de Sardaigne, jusqu'en Provence.
Le marquis de Senneterre est appelé à l'armée de Flandre dans les années 1747 et 1748, commande l'artillerie de l'aile gauche à la bataille de Lawfeld, et participe au siège de Maëstricht. Il obtient en 1756 le gouvernement du Poitou, pays d'Aunis et Saintonge, et reçoit, le 24 février 1757, le bâton de maréchal de France. Suivant l'usage, il ne servira plus aux armées.

### Action civile et politique
Vers 1730, le marquis de Sénectère fait agrandir le château de Didonne (encore récemment musée du Matériel agricole) dont il fait sa principale résidence de campagne. Son épouse hérite de plantations en Guadeloupe (érigées en marquisat de Brinon en 1738, qu'il revendra en 1754). Il agrandit aussi considérablement ses terres en achetant celles du marquisat de Pisany vers 1738, les baronnies d’Arvert et de Saujon vers 1758, la châtellenie du Chay en 1764, la seigneurie de Chesnaumoine, et enfin une partie de celle de Brézillas.
Gouverneur de la Saintonge, il incite (vers 1761) les chefs des principales familles protestantes de la région à créer à Royan un cimetière collectif destiné aux réformés ; conservé en centre-ville, ce grand enclos muré compte 454 concession, 193 titulaires et 53 sépultures abandonnées.
Jean Charles de Saint-Nectaire meurt, le 23 janvier 1771 au château de Didonne en Saintonge, à l'âge de quatre-vingt-cinq ans. Son fils, le comte de Sénectère (1714-1785), continua l'œuvre de son père ; ses domaines passèrent ensuite à la petite-fille du maréchal, mariée au marquis d'Armentières.

## Vie familiale

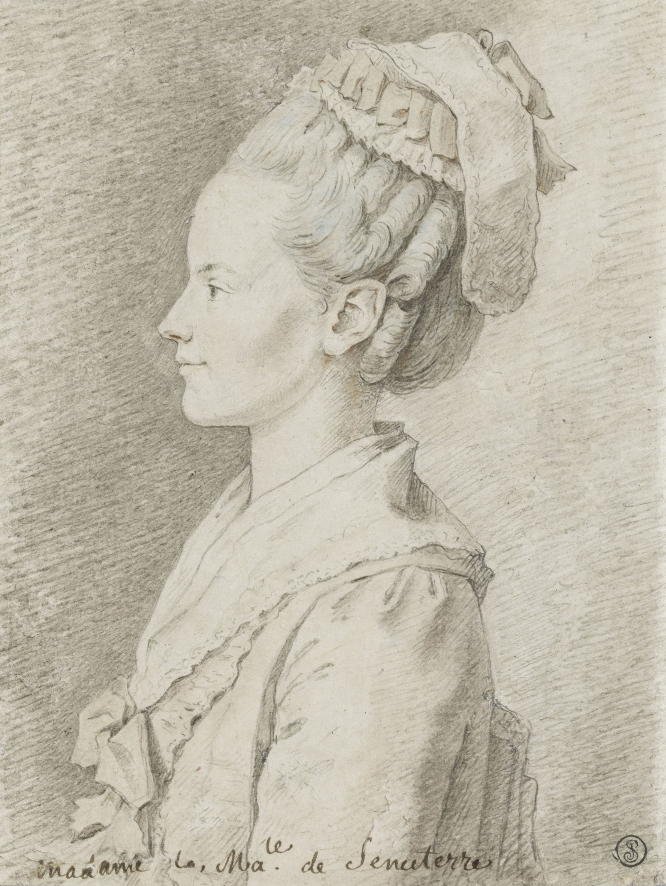
Madame la maréchale Séneterre.

Il avait épousé, le 7 octobre 1711, Marie-Marthe de Saint-Pierre, fille de Henri, marquis de Saint-Pierre et de Saint-Julien-sur-Collonge, et de Marie-Madeleine Boisseret d'Herblay. Elle hérita des Boisseret d'importantes plantations en Guadeloupe (partie de l'ancien marquisat de Sainte-Marie), que son mari fit ériger en marquisat sous le nom de Brinon (mars 1738). Ensemble, ils eurent :
- Henri Charles (3 juillet 1714 † 9 mars 1785), marquis de Saint-Nectaire, colonel d'infanterie, marié le 15 avril 1738 avec Marie Louise (née en août 1721), fille de Philippe Emmanuel de Crussol d'Uzès (1685 † 1761), marquis de Saint-Sulpice, dont :
  - Marie Charlotte (14 novembre 1750 † exécutée le 26 juillet 1794 - Paris), dame de Songeons (1777 † 1778), mariée en 1770 avec Louis de Conflans, marquis d'Armentières (1711 † 1774), dont postérité ;
  - Charles Emmanuel (né le 19 novembre 1752), colonel en second du régiment de Hainaut.

## Armoiries
| Figure | Blasonnement                                      |
|        | D'azur, à cinq fusées d'argent, rangées en fasce. |

## Sources et bibliographie
- Charles Gavard, Galeries historiques du Palais de Versailles, vol. 7, Imprimerie royale, 1842 (lire en ligne) ;
- Le Chesnaye-Aubert, Dictionnaire généalogique, héraldique, chronologique et historique, contenant L'origine & létat actuel des premières Maisons de France, des Maisons souveraines & principales de l'Europe..., Chez Duchesne, Libraire, 1757, 500 p. (lire en ligne) ;